# Vaupoisson
Vaupoisson é uma comuna francesa na região administrativa de Grande Leste, no departamento de Aube. Estende-se por uma área de 10,79 km². Em 2010 a comuna tinha 124 habitantes (densidade: 11,5 hab./km²).